# Paul Doktor
Paul Doktor (Vienne, 28 mars 1919 - New York, 21 juin 1989) est un altiste américain d'origine autrichienne.
Il naît dans une famille musicienne : son père Karl Doktor est altiste et cofondateur du quatuor à cordes Adolf Busch et sa mère Georgine est pianiste et chanteuse. Il commence donc à étudier le violon avec son père, puis à l'Académie de musique de Vienne. Changeant d'instrument pour l'alto, il gagne alors le premier prix du Concours international de Genève. De 1939 à 1947, il est alto solo de l'orchestre symphonique de Lucerne. En 1947, il émigre aux États-Unis et fait ses débuts à la Bibliothèque du Congrès. S'ouvre alors pour Paul Doktor une importante carrière de soliste.
Il est choisi en 1948 par le compositeur Quincy Porter pour donner la création de son Concerto pour alto et orchestre.
Partageant également une carrière de pédagogue, il enseigna notamment à l'École de musique Eastman, à l'université du Missouri, à la Juilliard School (1971-1989), au Mannes College of Music, à l'université de New York, à la Philadelphia Musical Academy, à l'université Fairleigh-Dickinson et au Conservatoire de Montréal.

## Source
(en) Biographie de Paul Doktor sur un site consacré à Yaltah Menuhin (pianiste virtuose)